# Geosternbergia
Geosternbergia maiseyi
Genre
Espèce
Geosternbergia est un genre fossile de ptérosaures ayant vécu au Crétacé supérieur. Ses fossiles proviennent du membre Smoky Hill Chalk de la formation géologique de Niobrara au Kansas et du membre Sharon Springs de la formation de Pierre Shale au Dakota du Sud, datés du Coniacien à Campanien, soit il y a environ entre 89,8 et 72,2 millions d'années.

## Historique
Le genre Geosternbergia est décrit en 1978 par le paléontologue Halsey W. Miller.
L'espèce Geosternbergia maiseyi est décrite en 2010 par le paléontologue brésilien Alexander Wilhelm Armin Kellner (1961-), .

### Fossiles
Selon Paleobiology Database en 2025, ce genre Geosternbergia a une seule collection référencée de fossiles. Cette collection est Campanien du Crétacé supérieur, c'est-à-dire date de 83,6 à 72,1 Ma avant notre ère.

### Répartition
Cette unique collection provient du Dakota du Sud aux États-Unis.

### Famille
Ce genre Geosternbergia est classé en 2010 dans la famille des Pteranodontidae par A. W. A. Kellner,.

### Synonymes du genre
Selon Paleobiology Database en 2025, ce genre Geosternbergia n'a aucun synonyme référencé. Pourtant Biolib présente :
- Longicepia Miller, 1972[5]
- Occidentalia Stolley, 1936[5]
- Pteranodon Marsh, 1876 (préféré par BioLib)[5]
- Sternbergia Miller, 1971 non Sternbergia Jordan, 1925, non Waldst. & Kit.[5]

### Espèce
Selon Paleobiology Database en 2025, ce genre Geosternbergia a une seule espèce :
- †Geosternbergia maiseyi Kellner, 2010[2].

Toujours selon PaleoDB, l'espèce Geosternbergia sternbergi est renommée en Pteranodon sternbergi en 2010 par A. W. A. Kellner,.

## Description

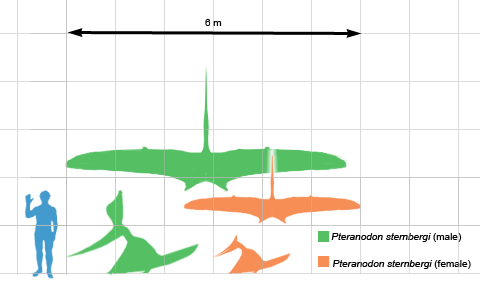
Tailles de G. sternbergi mâle (en vert) et femelle (en orange) comparée avec celle d'un humain.

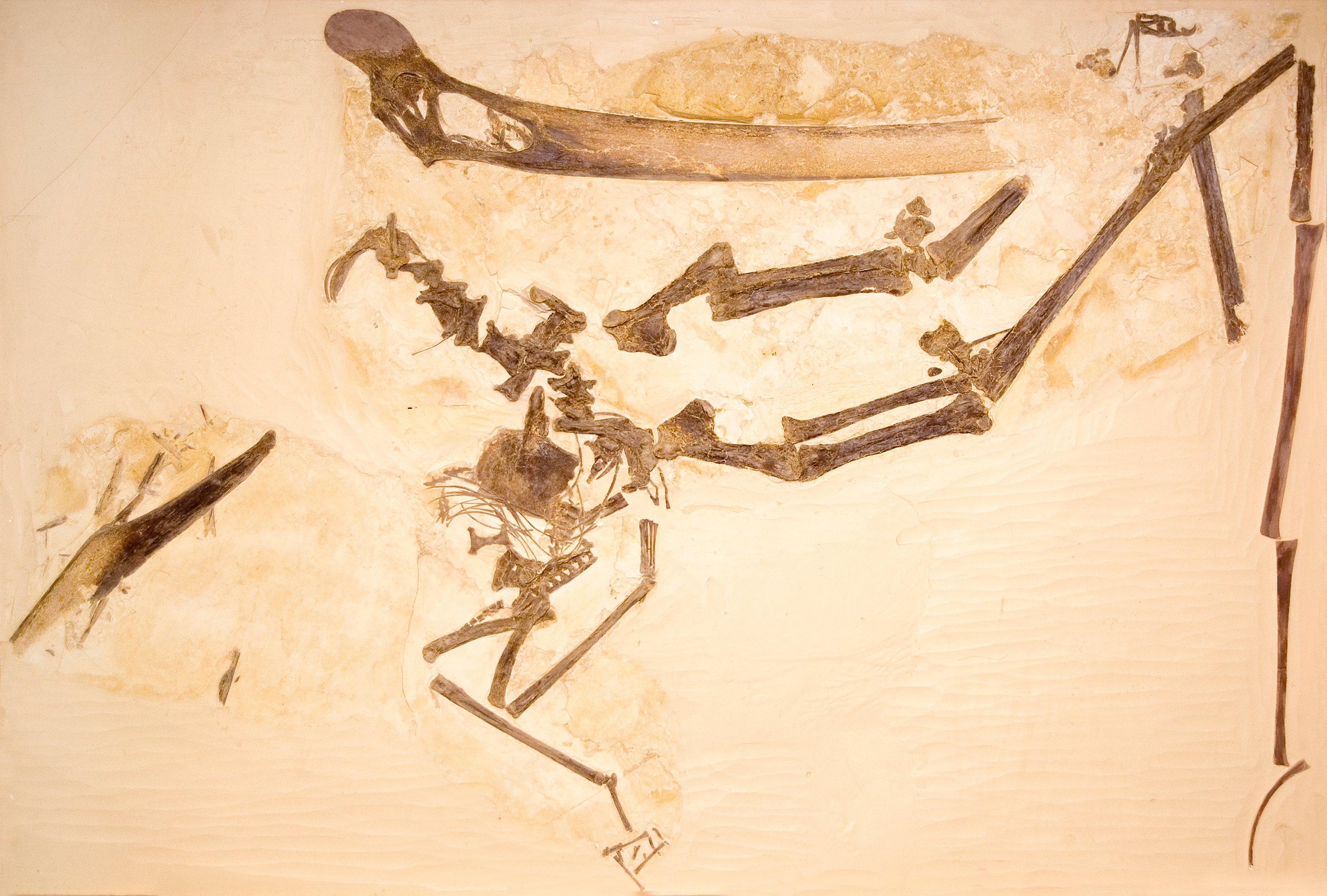
Spécimen UALVP 24238 avec sa crête reconstituée : holotype of Dawndraco kanzai, renommé G. stengergi.

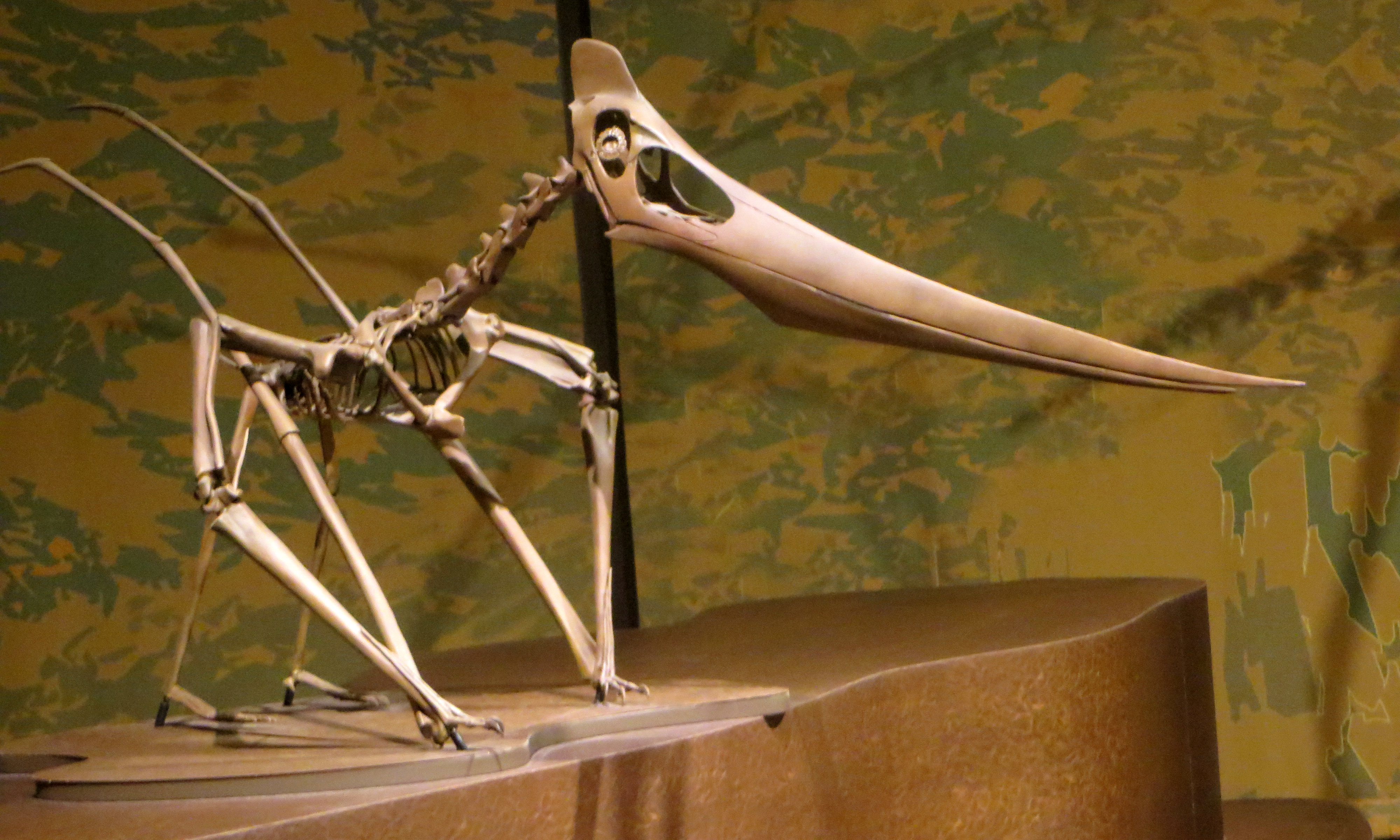
Reconstitution d'un squelette de G. sternbergi femelle au sol (spécimen NMC41-358), avec une petite crête.

Geosternbergia fait partie des plus grands ptérosaures, l'envergure des adultes allant jusqu'à 7,25 mètres. Aucun crâne complet de mâles adultes n'a été trouvé, mais une mâchoire inférieure presque complète a été estimée à 1,25 m de long. Bien que la plupart des spécimens soient trouvés écrasés, il existe suffisamment de fossiles pour réaliser une description détaillée de l'animal. Geosternbergia sternbergi ressemblait beaucoup à l'espèce de ptérosaure plus connue, Pteranodon longiceps, et est souvent considéré comme une simple espèce antérieure de Pteranodon. Il se distingue de Pteranodon principalement par sa crête plus élargie et plus redressée.
La caractéristique la plus distinctive de Geosternbergia est sa crête crânienne. Ses crêtes étaient constituées d'os de crâne (frontaux) faisant saillie vers le haut et l'arrière du crâne. La taille et la forme de ces crêtes varient en raison d'un certain nombre de facteurs, notamment l'âge, le sexe et les espèces. Le mâle de G. sternbergi, l'espèce la plus ancienne des deux espèces décrites, présente une crête verticale plus large avec une large projection en avant, tandis que G. maiseyi montre une crête verticale courte et arrondie généralement plus petite. Les femelles des deux espèces étaient plus petites et portaient de petites crêtes arrondies. Les crêtes étaient probablement surtout des structures d’« exposition ».

## Découverte et histoire
Le premier fossile de G. sternbergi a été collecté par George F. Sternberg en 1952 et décrit par John Christian Harksen en 1966 dans la partie inférieure de la formation de Niobrara. Il était plus âgé que Pteranodon longiceps et considéré par Bennett comme l'ancêtre direct de cette espèce.
L’exemple le plus complet de cette espèce, présent dans les collections du laboratoire de paléontologie des vertébrés de l’Université de l’Alberta sous le numéro de spécimen UALVP 24238, est un fossile semi-adulte partiellement articulé d’une envergure d’environ 4 mètres. Le squelette est seulement dépourvu de parties du crâne et des extrémités des ailes et des pieds. Il a été découvert en 1974 près de Utica, au Kansas. Le fossile a été trouvé par Richard C. Fox et Allen Lindoe dans des sédiments appartenant à la partie inférieure du membre de la craie de Smoky Hill de la formation de Niobrara. Ces roches datent de la fin du Coniacien ou du début du Santonien, il y a environ 86 millions d'années. En 2010, un article d'Alexander W.A. Kellner affirmait que ce spécimen était suffisamment différent de G. sternbegi pour pouvoir être reclassé comme son genre et son espèce, qu'il a nommé Dawndraco kanzai. Ce nom générique combinait la divinité de l'aube des Iroquois avec un draco latin, "dragon". Le nom spécifique fait référence à la tribu Kanza du Kansas. Kellner pointe que plusieurs caractéristiques du squelette corroborent son hypothèse selon laquelle D. kanzai était une espèce unique, notamment son museau particulier qui ne s'effilait pas trop vers la pointe comme chez les spécimens de Pteranodon femelles, les marges supérieure et inférieure étant presque parallèles. Kellner estime que cela signifie que le spécimen devait avoir une crête le long du museau. Cependant, un nouvel examen du fossile publié en 2017 par Elizabeth Martin-Silverstone et ses collègues affirme au contraire que les différences dans le museau étaient davantage dues au fait que les ptéranodontidés mâles avaient des becs plus longs et plus larges que les spécimens féminins plus complets que Kellner avait utilisés à des fins de comparaison. Martin-Silverstone a conclu que Dawndraco était simplement un mâle de G. sternbergi, avec un très long bec à effilement progressif.
Geosternbergia a existé de la fin de l'étage Coniacien jusqu'au début du Campanien. Le genre est présent dans la formation inférieure de Niobrarra, à l'exception des deux supérieurs. En 2003, Kenneth Carpenter a étudié la distribution et la datation des fossiles dans cette formation, démontrant que G. sternbergi existait déjà entre 88 et 85 millions d'années, tandis que l'espèce nommée plus tard G. maiseyi existait entre environ 81,5 et 80,5 millions d'années.

## Paléobiologie

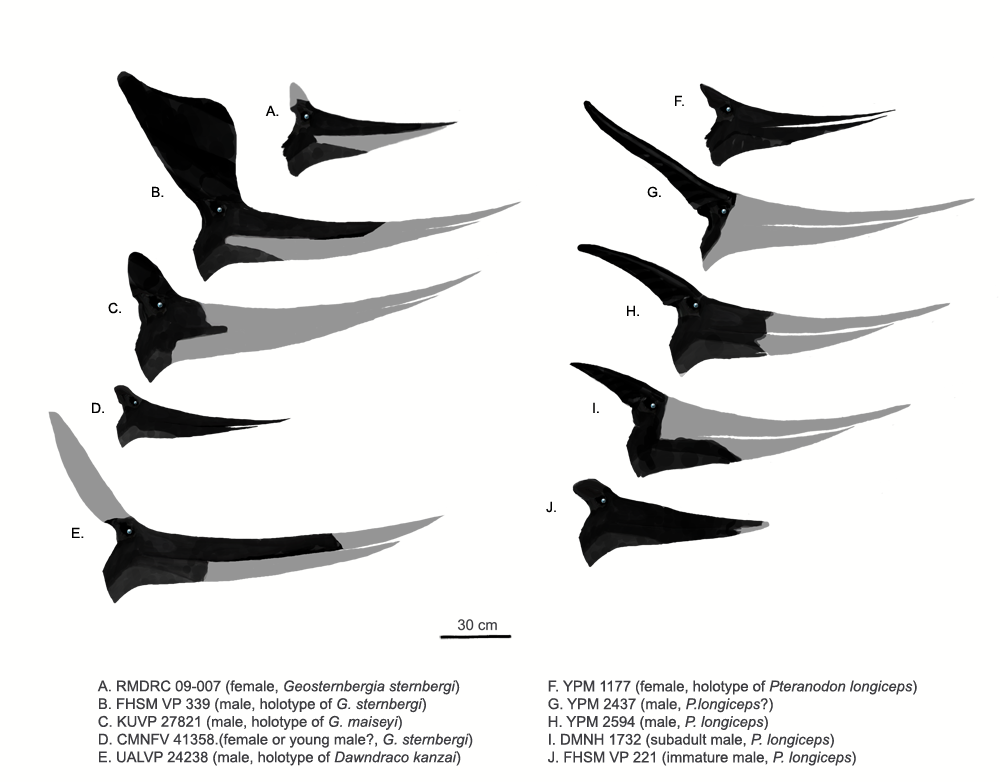
Variations de l'anatomie du crâne par genre, âge et espèce.
Les os préservés sont en noir.

Les spécimens adultes de Geosternbergia peuvent être divisés en deux classes de taille distinctes, petite et grande. La grande classe étant environ une fois et demie plus grande que la petite, et la petite étant deux fois plus commune que la grande. Les deux classes de taille vivaient côte à côte et, alors que les chercheurs avaient précédemment suggéré qu'elles représentaient des espèces différentes, Christopher Bennett a montré que leurs différences correspondaient au concept selon lequel elles représentaient des femelles et des mâles et que les espèces de Geosternbergia présentaient des dimorphismes sexuels. Les crânes de la classe de taille supérieure conservent de grandes crêtes dirigées vers le haut et vers l'arrière, tandis que les crêtes de la classe de taille plus petite sont petites et triangulaires. Certains crânes plus grands montrent également la présence d'une deuxième crête longue et basse, vers la pointe du bec, que l'on ne voit pas chez les plus petits spécimens.
Le sexe des différentes classes de taille a été déterminé, non pas à partir des crânes, mais à partir des os du bassin. Contrairement à ce à quoi on pourrait s’attendre, les os du bassin de la petite taille étaient disproportionnés et larges. Bennett a interprété cela comme indiquant un canal de naissance plus spacieux, à travers lequel les œufs passeraient. Il a conclu que la classe de petite taille avec de petites crêtes triangulaires représentaient les femelles et que les spécimens plus grands et à crête large représentaient les mâles.
La taille globale et la taille de la crête correspondent également à l'âge. Des spécimens immatures sont connus chez les femelles et les mâles, et les mâles immatures ont souvent de petites crêtes similaires à celles des femelles adultes. Par conséquent, il semble que les grandes crêtes ne se soient développées que chez les mâles lorsqu'ils ont atteint leur grande taille adulte, ce qui rend le sexe des spécimens immatures difficile à établir à partir de restes partiels.
Le fait que le nombre de femelles soit deux fois plus importants que celui des mâles suggère que, comme chez les animaux modernes à dimorphisme sexuel lié à la taille, tels que les otaries et les autres pinnipèdes, Geosternbergia aurait pu pratiquer la polygamie. Semblable aux pinnipèdes modernes, Geosternbergia a peut-être concouru pour créer des colonies sur des rochers de haute mer où les mâles les plus forts et présentant les crêtes les plus grandes avaient plus de chance de s'accoupler. Ces crêtes n'auraient pas été utilisées en compétition, mais plutôt en tant que "symboles visuels du rang de dominance", l'apanage de ces symboles remplaçant la compétition physique avec d'autres mâles. Si cette hypothèse était correcte, il est également probable que les mâles Geosternbergia n'ont pas joué de rôle important dans l’élevage des jeunes, comportement que l'on retrouve chez les espèces d'animaux polygames modernes qui engendrent de nombreux jeunes en même temps.

## Classification
Certains auteurs considèrent que c’est un synonyme de Pteranodon.
Geosternbergia a été considéré jusque dans les années 1990 comme une espèce ou un sous-genre rattaché au genre Pteranodon. En 2010, la révision des spécimens décrits conduit A.W.A. Kellner à suggérer que Pteranodon sternbergi était suffisamment différent de P. longiceps pour appartenir à son propre genre, sous le nom de Geosternbergia maiseyi. Plus tôt Chris Bennett avait considéré le spécimen décrit sous le nom de G. maiseyi comme un mâle adulte de Pteranodon longiceps.
Dans leurs analyses phylogénétiques, Fernandes et al. (2022) ont récupéré « Alcione » en tant que taxon frère de Epapatelo et Simurghia. Ces taxons, ainsi que les Nyctosauridae, constituent le clade Aponyctosauria.
|  | Tethydraco                                                                                      |
|  |                                                                                                 |
|  | \| \| Pteranodon longiceps \| \| \| \| \| \| Pteranodon sternbergi (Geosternbergia) \| \| \| \| |
|  |                                                                                                 |
|  | Pteranodon longiceps                                                                            |
|  |                                                                                                 |
|  | Pteranodon sternbergi (Geosternbergia)                                                          |
|  |                                                                                                 |

|  | Pteranodon longiceps                   |
|  |                                        |
|  | Pteranodon sternbergi (Geosternbergia) |
|  |                                        |

|  | Epapatelo |
|  |           |
|  | Simurghia |
|  |           |
|  | Alcione   |
|  |           |

|  | Nyctosaurus lamegoi                   |
|  |                                       |
|  | Nyctosaurus grandis (Barbaridactylus) |
|  |                                       |

|  | Nyctosaurus nanus    |
|  |                      |
|  | Nyctosaurus gracilis |
|  |                      |

|  | Nyctosaurus lamegoi                   |
|  |                                       |
|  | Nyctosaurus grandis (Barbaridactylus) |
|  |                                       |

|  | Nyctosaurus nanus    |
|  |                      |
|  | Nyctosaurus gracilis |
|  |                      |

|  | Nyctosaurus lamegoi                   |
|  |                                       |
|  | Nyctosaurus grandis (Barbaridactylus) |
|  |                                       |

|  | Nyctosaurus nanus    |
|  |                      |
|  | Nyctosaurus gracilis |
|  |                      |

|  | Nyctosaurus lamegoi                   |
|  |                                       |
|  | Nyctosaurus grandis (Barbaridactylus) |
|  |                                       |

|  | Nyctosaurus nanus    |
|  |                      |
|  | Nyctosaurus gracilis |
|  |                      |

|  | Epapatelo |
|  |           |
|  | Simurghia |
|  |           |
|  | Alcione   |
|  |           |

|  | Nyctosaurus lamegoi                   |
|  |                                       |
|  | Nyctosaurus grandis (Barbaridactylus) |
|  |                                       |

|  | Nyctosaurus nanus    |
|  |                      |
|  | Nyctosaurus gracilis |
|  |                      |

|  | Nyctosaurus lamegoi                   |
|  |                                       |
|  | Nyctosaurus grandis (Barbaridactylus) |
|  |                                       |

|  | Nyctosaurus nanus    |
|  |                      |
|  | Nyctosaurus gracilis |
|  |                      |

|  | Nyctosaurus lamegoi                   |
|  |                                       |
|  | Nyctosaurus grandis (Barbaridactylus) |
|  |                                       |

|  | Nyctosaurus nanus    |
|  |                      |
|  | Nyctosaurus gracilis |
|  |                      |

|  | Nyctosaurus lamegoi                   |
|  |                                       |
|  | Nyctosaurus grandis (Barbaridactylus) |
|  |                                       |

|  | Nyctosaurus nanus    |
|  |                      |
|  | Nyctosaurus gracilis |
|  |                      |

|  | Epapatelo |
|  |           |
|  | Simurghia |
|  |           |
|  | Alcione   |
|  |           |

|  | Nyctosaurus lamegoi                   |
|  |                                       |
|  | Nyctosaurus grandis (Barbaridactylus) |
|  |                                       |

|  | Nyctosaurus nanus    |
|  |                      |
|  | Nyctosaurus gracilis |
|  |                      |

|  | Nyctosaurus lamegoi                   |
|  |                                       |
|  | Nyctosaurus grandis (Barbaridactylus) |
|  |                                       |

|  | Nyctosaurus nanus    |
|  |                      |
|  | Nyctosaurus gracilis |
|  |                      |

|  | Nyctosaurus lamegoi                   |
|  |                                       |
|  | Nyctosaurus grandis (Barbaridactylus) |
|  |                                       |

|  | Nyctosaurus nanus    |
|  |                      |
|  | Nyctosaurus gracilis |
|  |                      |

|  | Nyctosaurus lamegoi                   |
|  |                                       |
|  | Nyctosaurus grandis (Barbaridactylus) |
|  |                                       |

|  | Nyctosaurus nanus    |
|  |                      |
|  | Nyctosaurus gracilis |
|  |                      |

|  | Epapatelo |
|  |           |
|  | Simurghia |
|  |           |
|  | Alcione   |
|  |           |

|  | Nyctosaurus lamegoi                   |
|  |                                       |
|  | Nyctosaurus grandis (Barbaridactylus) |
|  |                                       |

|  | Nyctosaurus nanus    |
|  |                      |
|  | Nyctosaurus gracilis |
|  |                      |

|  | Nyctosaurus lamegoi                   |
|  |                                       |
|  | Nyctosaurus grandis (Barbaridactylus) |
|  |                                       |

|  | Nyctosaurus nanus    |
|  |                      |
|  | Nyctosaurus gracilis |
|  |                      |

|  | Nyctosaurus lamegoi                   |
|  |                                       |
|  | Nyctosaurus grandis (Barbaridactylus) |
|  |                                       |

|  | Nyctosaurus nanus    |
|  |                      |
|  | Nyctosaurus gracilis |
|  |                      |

|  | Nyctosaurus lamegoi                   |
|  |                                       |
|  | Nyctosaurus grandis (Barbaridactylus) |
|  |                                       |

|  | Nyctosaurus nanus    |
|  |                      |
|  | Nyctosaurus gracilis |
|  |                      |

|  | Epapatelo |
|  |           |
|  | Simurghia |
|  |           |
|  | Alcione   |
|  |           |

|  | Nyctosaurus lamegoi                   |
|  |                                       |
|  | Nyctosaurus grandis (Barbaridactylus) |
|  |                                       |

|  | Nyctosaurus nanus    |
|  |                      |
|  | Nyctosaurus gracilis |
|  |                      |

|  | Nyctosaurus lamegoi                   |
|  |                                       |
|  | Nyctosaurus grandis (Barbaridactylus) |
|  |                                       |

|  | Nyctosaurus nanus    |
|  |                      |
|  | Nyctosaurus gracilis |
|  |                      |

|  | Nyctosaurus lamegoi                   |
|  |                                       |
|  | Nyctosaurus grandis (Barbaridactylus) |
|  |                                       |

|  | Nyctosaurus nanus    |
|  |                      |
|  | Nyctosaurus gracilis |
|  |                      |

|  | Nyctosaurus lamegoi                   |
|  |                                       |
|  | Nyctosaurus grandis (Barbaridactylus) |
|  |                                       |

|  | Nyctosaurus nanus    |
|  |                      |
|  | Nyctosaurus gracilis |
|  |                      |

|  | Epapatelo |
|  |           |
|  | Simurghia |
|  |           |
|  | Alcione   |
|  |           |

|  | Nyctosaurus lamegoi                   |
|  |                                       |
|  | Nyctosaurus grandis (Barbaridactylus) |
|  |                                       |

|  | Nyctosaurus nanus    |
|  |                      |
|  | Nyctosaurus gracilis |
|  |                      |

|  | Nyctosaurus lamegoi                   |
|  |                                       |
|  | Nyctosaurus grandis (Barbaridactylus) |
|  |                                       |

|  | Nyctosaurus nanus    |
|  |                      |
|  | Nyctosaurus gracilis |
|  |                      |

|  | Nyctosaurus lamegoi                   |
|  |                                       |
|  | Nyctosaurus grandis (Barbaridactylus) |
|  |                                       |

|  | Nyctosaurus nanus    |
|  |                      |
|  | Nyctosaurus gracilis |
|  |                      |

|  | Nyctosaurus lamegoi                   |
|  |                                       |
|  | Nyctosaurus grandis (Barbaridactylus) |
|  |                                       |

|  | Nyctosaurus nanus    |
|  |                      |
|  | Nyctosaurus gracilis |
|  |                      |

|  | Epapatelo |
|  |           |
|  | Simurghia |
|  |           |
|  | Alcione   |
|  |           |

|  | Nyctosaurus lamegoi                   |
|  |                                       |
|  | Nyctosaurus grandis (Barbaridactylus) |
|  |                                       |

|  | Nyctosaurus nanus    |
|  |                      |
|  | Nyctosaurus gracilis |
|  |                      |

|  | Nyctosaurus lamegoi                   |
|  |                                       |
|  | Nyctosaurus grandis (Barbaridactylus) |
|  |                                       |

|  | Nyctosaurus nanus    |
|  |                      |
|  | Nyctosaurus gracilis |
|  |                      |

|  | Nyctosaurus lamegoi                   |
|  |                                       |
|  | Nyctosaurus grandis (Barbaridactylus) |
|  |                                       |

|  | Nyctosaurus nanus    |
|  |                      |
|  | Nyctosaurus gracilis |
|  |                      |

|  | Nyctosaurus lamegoi                   |
|  |                                       |
|  | Nyctosaurus grandis (Barbaridactylus) |
|  |                                       |

|  | Nyctosaurus nanus    |
|  |                      |
|  | Nyctosaurus gracilis |
|  |                      |

|  | Epapatelo |
|  |           |
|  | Simurghia |
|  |           |
|  | Alcione   |
|  |           |

|  | Nyctosaurus lamegoi                   |
|  |                                       |
|  | Nyctosaurus grandis (Barbaridactylus) |
|  |                                       |

|  | Nyctosaurus nanus    |
|  |                      |
|  | Nyctosaurus gracilis |
|  |                      |

|  | Nyctosaurus lamegoi                   |
|  |                                       |
|  | Nyctosaurus grandis (Barbaridactylus) |
|  |                                       |

|  | Nyctosaurus nanus    |
|  |                      |
|  | Nyctosaurus gracilis |
|  |                      |

|  | Nyctosaurus lamegoi                   |
|  |                                       |
|  | Nyctosaurus grandis (Barbaridactylus) |
|  |                                       |

|  | Nyctosaurus nanus    |
|  |                      |
|  | Nyctosaurus gracilis |
|  |                      |

|  | Nyctosaurus lamegoi                   |
|  |                                       |
|  | Nyctosaurus grandis (Barbaridactylus) |
|  |                                       |

|  | Nyctosaurus nanus    |
|  |                      |
|  | Nyctosaurus gracilis |
|  |                      |

|  | Tethydraco                                                                                      |
|  |                                                                                                 |
|  | \| \| Pteranodon longiceps \| \| \| \| \| \| Pteranodon sternbergi (Geosternbergia) \| \| \| \| |
|  |                                                                                                 |
|  | Pteranodon longiceps                                                                            |
|  |                                                                                                 |
|  | Pteranodon sternbergi (Geosternbergia)                                                          |
|  |                                                                                                 |

|  | Pteranodon longiceps                   |
|  |                                        |
|  | Pteranodon sternbergi (Geosternbergia) |
|  |                                        |

|  | Epapatelo |
|  |           |
|  | Simurghia |
|  |           |
|  | Alcione   |
|  |           |

|  | Nyctosaurus lamegoi                   |
|  |                                       |
|  | Nyctosaurus grandis (Barbaridactylus) |
|  |                                       |

|  | Nyctosaurus nanus    |
|  |                      |
|  | Nyctosaurus gracilis |
|  |                      |

|  | Nyctosaurus lamegoi                   |
|  |                                       |
|  | Nyctosaurus grandis (Barbaridactylus) |
|  |                                       |

|  | Nyctosaurus nanus    |
|  |                      |
|  | Nyctosaurus gracilis |
|  |                      |

|  | Nyctosaurus lamegoi                   |
|  |                                       |
|  | Nyctosaurus grandis (Barbaridactylus) |
|  |                                       |

|  | Nyctosaurus nanus    |
|  |                      |
|  | Nyctosaurus gracilis |
|  |                      |

|  | Nyctosaurus lamegoi                   |
|  |                                       |
|  | Nyctosaurus grandis (Barbaridactylus) |
|  |                                       |

|  | Nyctosaurus nanus    |
|  |                      |
|  | Nyctosaurus gracilis |
|  |                      |

|  | Epapatelo |
|  |           |
|  | Simurghia |
|  |           |
|  | Alcione   |
|  |           |

|  | Nyctosaurus lamegoi                   |
|  |                                       |
|  | Nyctosaurus grandis (Barbaridactylus) |
|  |                                       |

|  | Nyctosaurus nanus    |
|  |                      |
|  | Nyctosaurus gracilis |
|  |                      |

|  | Nyctosaurus lamegoi                   |
|  |                                       |
|  | Nyctosaurus grandis (Barbaridactylus) |
|  |                                       |

|  | Nyctosaurus nanus    |
|  |                      |
|  | Nyctosaurus gracilis |
|  |                      |

|  | Nyctosaurus lamegoi                   |
|  |                                       |
|  | Nyctosaurus grandis (Barbaridactylus) |
|  |                                       |

|  | Nyctosaurus nanus    |
|  |                      |
|  | Nyctosaurus gracilis |
|  |                      |

|  | Nyctosaurus lamegoi                   |
|  |                                       |
|  | Nyctosaurus grandis (Barbaridactylus) |
|  |                                       |

|  | Nyctosaurus nanus    |
|  |                      |
|  | Nyctosaurus gracilis |
|  |                      |

|  | Epapatelo |
|  |           |
|  | Simurghia |
|  |           |
|  | Alcione   |
|  |           |

|  | Nyctosaurus lamegoi                   |
|  |                                       |
|  | Nyctosaurus grandis (Barbaridactylus) |
|  |                                       |

|  | Nyctosaurus nanus    |
|  |                      |
|  | Nyctosaurus gracilis |
|  |                      |

|  | Nyctosaurus lamegoi                   |
|  |                                       |
|  | Nyctosaurus grandis (Barbaridactylus) |
|  |                                       |

|  | Nyctosaurus nanus    |
|  |                      |
|  | Nyctosaurus gracilis |
|  |                      |

|  | Nyctosaurus lamegoi                   |
|  |                                       |
|  | Nyctosaurus grandis (Barbaridactylus) |
|  |                                       |

|  | Nyctosaurus nanus    |
|  |                      |
|  | Nyctosaurus gracilis |
|  |                      |

|  | Nyctosaurus lamegoi                   |
|  |                                       |
|  | Nyctosaurus grandis (Barbaridactylus) |
|  |                                       |

|  | Nyctosaurus nanus    |
|  |                      |
|  | Nyctosaurus gracilis |
|  |                      |

|  | Epapatelo |
|  |           |
|  | Simurghia |
|  |           |
|  | Alcione   |
|  |           |

|  | Nyctosaurus lamegoi                   |
|  |                                       |
|  | Nyctosaurus grandis (Barbaridactylus) |
|  |                                       |

|  | Nyctosaurus nanus    |
|  |                      |
|  | Nyctosaurus gracilis |
|  |                      |

|  | Nyctosaurus lamegoi                   |
|  |                                       |
|  | Nyctosaurus grandis (Barbaridactylus) |
|  |                                       |

|  | Nyctosaurus nanus    |
|  |                      |
|  | Nyctosaurus gracilis |
|  |                      |

|  | Nyctosaurus lamegoi                   |
|  |                                       |
|  | Nyctosaurus grandis (Barbaridactylus) |
|  |                                       |

|  | Nyctosaurus nanus    |
|  |                      |
|  | Nyctosaurus gracilis |
|  |                      |

|  | Nyctosaurus lamegoi                   |
|  |                                       |
|  | Nyctosaurus grandis (Barbaridactylus) |
|  |                                       |

|  | Nyctosaurus nanus    |
|  |                      |
|  | Nyctosaurus gracilis |
|  |                      |

|  | Epapatelo |
|  |           |
|  | Simurghia |
|  |           |
|  | Alcione   |
|  |           |

|  | Nyctosaurus lamegoi                   |
|  |                                       |
|  | Nyctosaurus grandis (Barbaridactylus) |
|  |                                       |

|  | Nyctosaurus nanus    |
|  |                      |
|  | Nyctosaurus gracilis |
|  |                      |

|  | Nyctosaurus lamegoi                   |
|  |                                       |
|  | Nyctosaurus grandis (Barbaridactylus) |
|  |                                       |

|  | Nyctosaurus nanus    |
|  |                      |
|  | Nyctosaurus gracilis |
|  |                      |

|  | Nyctosaurus lamegoi                   |
|  |                                       |
|  | Nyctosaurus grandis (Barbaridactylus) |
|  |                                       |

|  | Nyctosaurus nanus    |
|  |                      |
|  | Nyctosaurus gracilis |
|  |                      |

|  | Nyctosaurus lamegoi                   |
|  |                                       |
|  | Nyctosaurus grandis (Barbaridactylus) |
|  |                                       |

|  | Nyctosaurus nanus    |
|  |                      |
|  | Nyctosaurus gracilis |
|  |                      |

|  | Epapatelo |
|  |           |
|  | Simurghia |
|  |           |
|  | Alcione   |
|  |           |

|  | Nyctosaurus lamegoi                   |
|  |                                       |
|  | Nyctosaurus grandis (Barbaridactylus) |
|  |                                       |

|  | Nyctosaurus nanus    |
|  |                      |
|  | Nyctosaurus gracilis |
|  |                      |

|  | Nyctosaurus lamegoi                   |
|  |                                       |
|  | Nyctosaurus grandis (Barbaridactylus) |
|  |                                       |

|  | Nyctosaurus nanus    |
|  |                      |
|  | Nyctosaurus gracilis |
|  |                      |

|  | Nyctosaurus lamegoi                   |
|  |                                       |
|  | Nyctosaurus grandis (Barbaridactylus) |
|  |                                       |

|  | Nyctosaurus nanus    |
|  |                      |
|  | Nyctosaurus gracilis |
|  |                      |

|  | Nyctosaurus lamegoi                   |
|  |                                       |
|  | Nyctosaurus grandis (Barbaridactylus) |
|  |                                       |

|  | Nyctosaurus nanus    |
|  |                      |
|  | Nyctosaurus gracilis |
|  |                      |

|  | Epapatelo |
|  |           |
|  | Simurghia |
|  |           |
|  | Alcione   |
|  |           |

|  | Nyctosaurus lamegoi                   |
|  |                                       |
|  | Nyctosaurus grandis (Barbaridactylus) |
|  |                                       |

|  | Nyctosaurus nanus    |
|  |                      |
|  | Nyctosaurus gracilis |
|  |                      |

|  | Nyctosaurus lamegoi                   |
|  |                                       |
|  | Nyctosaurus grandis (Barbaridactylus) |
|  |                                       |

|  | Nyctosaurus nanus    |
|  |                      |
|  | Nyctosaurus gracilis |
|  |                      |

|  | Nyctosaurus lamegoi                   |
|  |                                       |
|  | Nyctosaurus grandis (Barbaridactylus) |
|  |                                       |

|  | Nyctosaurus nanus    |
|  |                      |
|  | Nyctosaurus gracilis |
|  |                      |

|  | Nyctosaurus lamegoi                   |
|  |                                       |
|  | Nyctosaurus grandis (Barbaridactylus) |
|  |                                       |

|  | Nyctosaurus nanus    |
|  |                      |
|  | Nyctosaurus gracilis |
|  |                      |

|  | Epapatelo |
|  |           |
|  | Simurghia |
|  |           |
|  | Alcione   |
|  |           |

|  | Nyctosaurus lamegoi                   |
|  |                                       |
|  | Nyctosaurus grandis (Barbaridactylus) |
|  |                                       |

|  | Nyctosaurus nanus    |
|  |                      |
|  | Nyctosaurus gracilis |
|  |                      |

|  | Nyctosaurus lamegoi                   |
|  |                                       |
|  | Nyctosaurus grandis (Barbaridactylus) |
|  |                                       |

|  | Nyctosaurus nanus    |
|  |                      |
|  | Nyctosaurus gracilis |
|  |                      |

|  | Nyctosaurus lamegoi                   |
|  |                                       |
|  | Nyctosaurus grandis (Barbaridactylus) |
|  |                                       |

|  | Nyctosaurus nanus    |
|  |                      |
|  | Nyctosaurus gracilis |
|  |                      |

|  | Nyctosaurus lamegoi                   |
|  |                                       |
|  | Nyctosaurus grandis (Barbaridactylus) |
|  |                                       |

|  | Nyctosaurus nanus    |
|  |                      |
|  | Nyctosaurus gracilis |
|  |                      |

## Dans la culture populaire
Dans la trilogie de films Prehysteria, un Geosternbergia surnommé Madonna apparait.
Dans le film de disney, Dinosaure (2000), un Geosternbergia apparait avec ses deux petits. Il porte l'oeuf d'Aladare jusqu’à son nid avant de le lâcher.
Dans des produits dérivés de Jurassique Park/world il apparait aussi.[réf. souhaitée]

### Publications originales
- [2010] (en) A. W. A. Kellner, « Comments on the Pteranodontidae (Pterosauria, Pterodactyloidea) with a description of two new species », Anais da Academia Brasileira de Ciências, vol. 82, no 4,‎ 2010, p. 1063-1084 (DOI 10.1590/s0001-37652010000400025).
- [1978] (en) Halsey W. Miller, « Geosternbergia, a new name for Sternbergia Miller, 1972: Non Paulo Couto 1970; non Jordan, 1925" », Journal of Paleontology, vol. 52,‎ 1978, p. 194.